# Antidoro
Antidoro (en griego antiguo: Ἀντίδωρος) fue un alfarero griego, activo en Atenas hacia el 540-530 a. C.
Su firma se encuentra en la parte inferior del pie de dos copas Droop, una forma de las copas de los pequeños maestros. Ambas proceden de Tarento y se encuentran en el Museo Nazionale IG 4434 e IG 4435. Muestran a pigmeos luchando contra grullas, cazando jabalíes y haciendo carreras de carros. Una copa sin firmar en Wurzburgo, Antikensammlung des Martin von Wagner Museums L 414, puede relacionarse con ellos en cuanto al motivo y el estilo. Antidoro pertenece a los Pequeños maestros. 